# Kim Ryeo-wook
Kim Ryeo-wook (sinh ngày 21 tháng 6 năm 1987), thường được biết đến với nghệ danh Ryeowook, là một nam ca sĩ, nhạc sĩ và diễn viên người Hàn Quốc. Anh là một trong 3 giọng ca chính của nhóm nhạc Super Junior, và cũng là thành viên của Super Junior-K.R.Y và Super Junior-M, hai nhóm nhỏ của Super Junior. Cùng với 4 thành viên khác của Super Junior, anh trở thành một trong những nghệ sĩ Hàn Quốc đầu tiên xuất hiện trên tem thư của Trung Quốc.

## Trước khi ra mắt
Kim Ryeowook được phát hiện qua CMB Youth ChinChin Festival vào năm 2004 và ký hợp đồng với SM Entertainment ngay sau khi đã gây được ấn tượng mạnh với ban giám khảo bởi khả năng ca hát của mình. Được đào tạo trong lĩnh vực ca hát, nhảy và diễn xuất, Kim Ryeowook đặc biệt chú tâm vào việc luyện thanh và soạn nhạc - hai lĩnh vực mà anh quan tâm nhất.

## Sự nghiệp âm nhạc

### 2005 đến nay: Super Junior
Kim Ryeowook là người cuối cùng gia nhập Super Junior trước Kyuhyun, anh được chỉ định thay thế một thành viên khác chỉ vài tuần trước khi chính thức ra mắt thế hệ đầu của Super Junior - Super Junior 05. 
Vào ngày 6 tháng 11 năm 2005, Kim Ryeowook đã ra mắt cùng với 11 thành viên khác trong Super Junior 05 trên chương trình ca nhạc Inkigayo của đài SBS với phần biểu diễn đĩa đơn đầu tiên "TWINS (Knock Out)". Nhóm đã phát hành toàn bộ album 1 tháng sau, và album ra mắt này đã xếp vị trí #3 trên bảng xếp hạng album hàng tháng MIAK K-pop. Sau khi ra mắt đĩa đơn thứ 2 "Miracle", công ty đã định chiêu mộ các thành viên mới cho thế hệ thứ hai của Super Junior - Super Junior 06, và vẫn có Ryeowook như 1 thành viên chưa tốt nghiệp của Super Junior. Tuy nhiên, kế hoạch đã thay đổi khi công ty thêm vào nhóm thành viên thứ 13 Kyuhyun, và khẳng định rằng những thế hệ Super Junior tương lai chỉ là lời đồn. Nhóm đã bỏ từ cuối "05" và chính thức trở thành Super Junior. Nhóm mới đã đạt được thành công vang dội sau khi ra mắt đĩa đơn đầu tiên "U" vào mùa hè năm 2006, bản thu đạt #1 đầu tiên của họ. 
Ngày 20 tháng 9 năm 2007, nhóm phát hành album thứ hai - Don't Don, trở thành album bán chạy thứ hai ở Hàn Quốc trong năm với 164 058 bản.
Ngày 12 tháng 3 năm 2009, album thứ ba của nhóm - Sorry, Sorry ra mắt, trở thành album tiếng Triều Tiên bán chạy nhất tại Hàn Quốc, Đài Loan, Thái Lan, Trung Quốc và Phillippin với tổng số 260 000 bản được bán ra. Trong album này, Kim Ryeowook không chỉ tham gia với tư cách là một giọng ca chính của nhóm, mà còn là một nhạc sĩ với tác phẩm "Love you more" mà anh đã cùng sáng tác với Sungmin- một thành viên khác của nhóm.
Cuối năm 2006, Kim Ryeowook trở thành thành viên của nhóm con đầu tiên, Super Junior KRY. Phân nhóm này ra mắt ngày 5 tháng 11 năm 2006 trên chương trình Music Bank của đài KBS. Đến đầu năm 2008, Ryeowook lại được sắp xếp vào một phân nhóm mới, Super Junior-M, chuyên hát những bài hát tiếng Quan Thoại, gồm cả những bài hát chuyển thể từ tiếng Hàn sang tiếng Trung của Super Junior, đưa ảnh hưởng của K-pop tới ngành công nghiệp âm nhạc Trung Quốc. Nhóm con gồm 7 thành viên này đã ra mắt tại Trung Quốc ngày 8 tháng 4 năm 2008 trong Annual Music Chart Awards lần thứ 8 với single U. Ngày 2 tháng 5 năm 2008, Super Junior-M đã phát hành album tiếng Trung đầu tiên, Me. Đến tháng 9 năm 2009, phân nhóm này đã cho ra mini album đầu tiên có tựa đề "Super Girl" gồm 5 bài với 2 music video là Super girl (ra ngày 14 tháng 9 năm 2009) và Blue tomorrow  (ra ngày 7 tháng 11 năm 2009).
Ryeowook cũng hợp tác với K.Will trong bài hát "Teardrops". Ryeowook là thành viên đầu tiên của Super Junior có bài hát solo trong album thứ tư của nhóm là Bonamana với bài One Fine Spring Day.

## Hoạt động khác

### Diễn xuất
Năm 2007, Kim Ryeowook có vai diễn đầu tay trong phim Attack on the Pin-Up Boys (Tấn công trai đẹp), một bộ phim hài gồm chuỗi những sự kiện bí ẩn xảy ra tại trường trung học với sự tham gia của các thành viên Super Junior (trừ Kyuhyun). Kim Ryeowook đóng vai vị phó chủ tịch lập dị của hội học sinh. Vai diễn của Kim Ryeowook đã nhận được nhiều phản hồi tích cực từ các nhà phê bình và anh đã được đề cử giải "Nam diễn viên phụ xuất sắc nhất" và "Màn trình diễn hài hước nhất" trong lễ trao giải điện ảnh Hàn Quốc.

## Phim đã tham gia

### Phim điện ảnh
| Năm  | Tựa đề                                        | Vai      | Ghi chú                         |
| ---- | --------------------------------------------- | -------- | ------------------------------- |
| 2007 | Attack on the Pin-Up Boys (tấn công trai đẹp) | Ryeowook | Phát hành giới hạn tại Hàn Quốc |

### Phim truyền hình
| Năm  | Kênh  | Tựa đề                           | Vai              | Ngôn ngữ    |
| ---- | ----- | -------------------------------- | ---------------- | ----------- |
| 2009 | CCTV2 | Stage Of Youth (Vũ đài tuổi trẻ) | Lixu (Khách mời) | tiếng Trung |

### Nhạc kịch
Ryeowook đã diễn cùng Park Hyungsik (ZE:A) và Lim Jeonghee trong vở nhạc kịch "The temptation of Wolves" (Sự quyến rũ của bầy sói). Vở nhạc kịch này đã bắt đầu công chiếu từ ngày 12 tháng 7 và kéo dài đến ngày 3 tháng 10 năm 2011.
Các vở nhạc kịch khác là: Agatha, The Goddess is watching và kịch nói: The Curious Incident Of the Dog In the Night Time

### Soạn nhạc
Ryeowook đã sáng tác một ca khúc có tên "Memories in Breeze"
Bài hát đầu tiên do Ryeowook sáng tác được tung ra một cách chính thức là "Love U More", nằm trong phiên bản repackaged của Sorry, Sorry Version C. Anh đã sáng tác phần nhạc của bài hát này và cùng viết lời với một thành viên Super Junior là Sungmin. Ryeowook cũng được nêu là người sắp xếp (arrangement) bài hát này trong phần chú thích của album.
Album solo
Ngày 28/01/2016 RyeoWook đã tung ra album solo đầu tay mang tên ''The Little Prince'' như một món quà dành tặng fan trước nhập ngũ của anh
Album gồm 6 bài: Bài The Little Prince là bài chủ đề, Like a star, Poom, Foxy girl, Hello, People you may know